# Isometrie-Engine

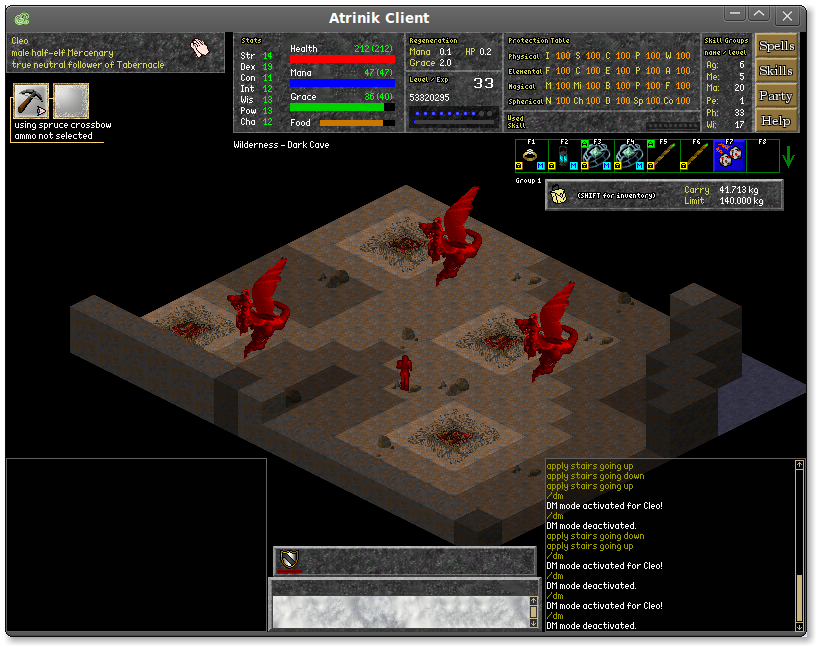
Screenshot des freien MMORPG Atrinik mit einer isometrischen Karte

Eine Isometrie-Engine ist eine bestimmte Form einer Grafik-Engine. Sie unterstützt die Darstellung bei Computerspielen. Mit ihr wird versucht durch Isometrie Dreidimensionalität zu simulieren, ohne dabei auf eine rechenintensive echte 3D-Engine zurückzugreifen.

## Beschreibung
Um den Eindruck von Dreidimensionalität zu erzeugen, werden die eigentlich quadratischen (manchmal auch sechseckigen) Felder einer Karte perspektivisch verzerrt dargestellt, allerdings ohne räumliche Verkürzung, so dass alle Felder unabhängig von der Entfernung zum Blickpunkt des Spielers dieselbe Form haben. (Siehe auch: Parallelprojektion) Somit können sie einfach durch zweidimensionale (Raster-)Grafiken dargestellt werden.
Eine Isometrie-Engine besteht meist aus vier Komponenten:
Tile PlotterÜbersetzung der Koordinaten der Isometrie-Karte in die Koordinaten des Bildschirms
Mouse MapperÜbersetzung der Koordinaten des Bildschirms (screen space) in die Koordinaten der isometrischen Karte (game space)
Tile WalkerErmöglicht die Bewegung auf der Isometrie-Karte
KachelnTexturen, die auf der Karte gezeichnet werden

## Isometrie-Karte
Es gibt verschiedene Arten von Isometrie-Karten:
- Staggered Map
- Diamond Map

Sie unterscheiden sich in ihrer Form, d. h. der Anordnung und Nummerierung der Kacheln auf dem Bildschirm.
Grundsätzlich unterscheidet man auch zwischen 45°-Isometrie-Engines und 30°-Isometrie-Engines. Das hat allerdings keine Auswirkung auf die verschiedenen Arten der Karten, sondern nur auf die Darstellung.

## Scrolling
Damit bezeichnet man die Möglichkeit, die virtuelle Kamera über die Karte bewegen zu können, d. h. Bereiche, die nicht auf dem Bildschirm dargestellt werden können, weil die Karte größer als der Bildschirm ist, können durch Verschieben des Kartenausschnittes dargestellt werden.

## Wegfindung
Damit sich eine Spielfigur auf dieser Karte bewegen kann, muss sie ein gewisses Maß an künstlicher Intelligenz besitzen. Sie muss Gegenständen ausweichen können und den optimalen Weg von einem Start- zu einem Zielpunkt finden. Dafür gibt es spezielle Wegfindungsalgorithmen wie den A*-Algorithmus.

## Anwendbarkeit
Die meisten Spiele der neueren Generation sind mit einer 3D-Engine ausgestattet, da sich damit neue und verbesserte grafische und spielerische Möglichkeiten ergeben. Im professionellen Bereich ist die Verwendung von Isometrie- und allgemein Tileengines zunehmend unüblich. Dennoch gibt es den Vorteil, dass die benötigte Rechenleistung bei Isometrie-Engines geringer ist als bei 3D-Engines.